# Indomables
Indomables es un programa argentino televisivo de espectáculos conducido primero por Lucho Avilés y luego Mauro Viale y en su último tramo por Roberto Pettinato, el tercer conductor desde la aparición del programa. Fue recién con este conductor que el programa se inclinó por una visión con mayor humor sobre el espectáculo y la actualidad. En enero de 2025, se confirmó el regreso del programa con la conducción de Diego Brancatelli y Mariana Brey por la pantalla de C5N, el cual finalmente se comenzó el sábado 8 de febrero, en paralelo con el regreso del programa Televisión registrada, de la misma empresa productora.

## Historia
El programa comenzó en 2001 con la conducción de Lucho Avilés siendo un clásico envío de espectáculos (como habían sido los anteriores programas de Avilés). Luego de un tiempo, Avilés se alejó de la conducción de Indomables y su lugar fue ocupado brevemente por Mauro Viale, quien es conocido por sus polémicos y controvertidos programas.
Finalmente Roberto Pettinato se hizo cargo de Indomables, imprimiéndole al programa una mayor dosis de humor y convirtiéndolo en lo que fue hasta su final. Debido a su labor como conductor en Indomables, Pettinato ha ganado diversos premios, como el Martín Fierro al mejor conductor.
Los conductores siempre estuvieron acompañados por panelistas, los primeros fueron: Guillermo Pardini (el único que estuvo desde el comienzo hasta el final del programa), Luis Pedro Toni, Cristina Clement, Jorge Novoa y Claudia Medic, con el tiempo fueron cambiando por panelistas como: Beto Casella, Marcela Tauro y Gisela Marziotta, hasta lograr una formación más estable al final con: Fernanda Iglesias, Diego "El Chavo" Fucks, Jackie Keen, Sergio Company, Gustavo Noriega, Juan Carlos "El Mini" Velázquez (que imitaba a personajes) y Sebastián Wainraich como notero.
En 2005, luego de un confuso episodio en el programa Televisión Registrada que incluyó acusaciones de censura contra el canal, el productor de ambos programas, Diego Gvirtz, decidió sacarlos del aire para luego mudarse a Canal 13. En el momento de la ida, ambos programas constituían los programas más fuertes (en índice de audiencia e ingresos) para todo el canal. Con el cambio de canal también hubo un cambio de nombre, pasando a llamarse Duro de domar, en parte relacionado con otro programa anterior de Pettinato llamado Duro de acostar.
En 2025, regresó el programa, transmitido por C5N y con la conducción de Diego Brancatelli y Mariana Brey. El nuevo panel está integrado por: Horacio Embón, Pablo Ladaga, Antonio Aracre, Daniel Molina y Virginia Gallardo.

## Premios y nominaciones

### Premios Martín Fierro
| Año  | Categoría                   | Reconocido          | Resultado |
| ---- | --------------------------- | ------------------- | --------- |
| 2003 | Conducción Masculina        | Roberto Pettinato   | Ganador   |
| 2004 | Conducción Masculina        | Roberto Pettinato   | Ganador   |
| 2005 | Conducción Masculina        | Roberto Pettinato   | Ganador   |
| 2005 | Programa de interés general | Indomables          | Ganador   |
| 2005 | Revelación                  | Sebastián Wainraich | Ganador   |
| 2006 | Conducción Masculina        | Roberto Pettinato   | Nominado  |